# Klaverkoncert nr. 2 (Chopin)
Klaverkoncert nr. 2 i F-mol, Op. 21, blev komponeret af Frédéric Chopin i 1830, før han afsluttede sin formelle uddannelse – han var omkring 20 år gammel. Det blev uropført den 17. marts 1830, i Warszawa i Polen, med komponisten som solist. Det var den anden af hans klaverkoncerter, der offentliggjordes (efter Klaverkoncert nr. 1), og dermed fik "nr. 2", selv om den blev skrevet først.
Værket indeholder tre satser typiske for instrumentale koncerter fra perioden:
1. Maestoso
2. Larghetto
3. Allegro vivace

I finalen spiller violinerne på et tidspunkt col legno.